# Willemijn Duyster
Willemijn Margaretha Duyster (Amsterdã, 5 de abril de 1970) é uma ex-jogadora de hóquei sobre a grama neerlandesa que já atuou pela seleção de seu país.

## Carreira

### Olimpíadas de 1996
Nos Jogos de Atlanta de 1996, Willemijn e suas companheiras de equipe levaram a seleção neerlandesa à conquista da medalha de bronze do torneio olímpico. Na partida de disputa do terceiro lugar, os Países Baixos empataram em 0 a 0 com a Grã-Bretanha no tempo regular, e venceram nos tiros livres.